# 吕青
呂青，一作吕清，西漢開國軍事人物。
秦朝末年，呂青與其子呂臣一同於新陽縣（今安徽界首）起兵，收復陳縣（今河南淮陽），殺了莊賈，為陈胜報仇。後歸附项梁。
项梁陣亡後，楚懷王收吕臣、项羽兵权，封吕臣为司徒、吕青为令尹
汉五年，以令尹身份投靠汉王劉邦，封新陽侯，食邑千户。
漢惠帝四年（前191年）卒，諡號新陽胡侯，呂臣襲爵。

## 家庭
子：呂臣

## 外部連結
- 項羽本紀卷七（史記）